# Chiesa di San Giuseppe (Lucca)
La chiesa di San Giuseppe è una chiesa di Lucca che si trova in piazza Antelminelli. La chiesa si visita nel percorso museale del Museo della cattedrale.

## Storia e descrizione

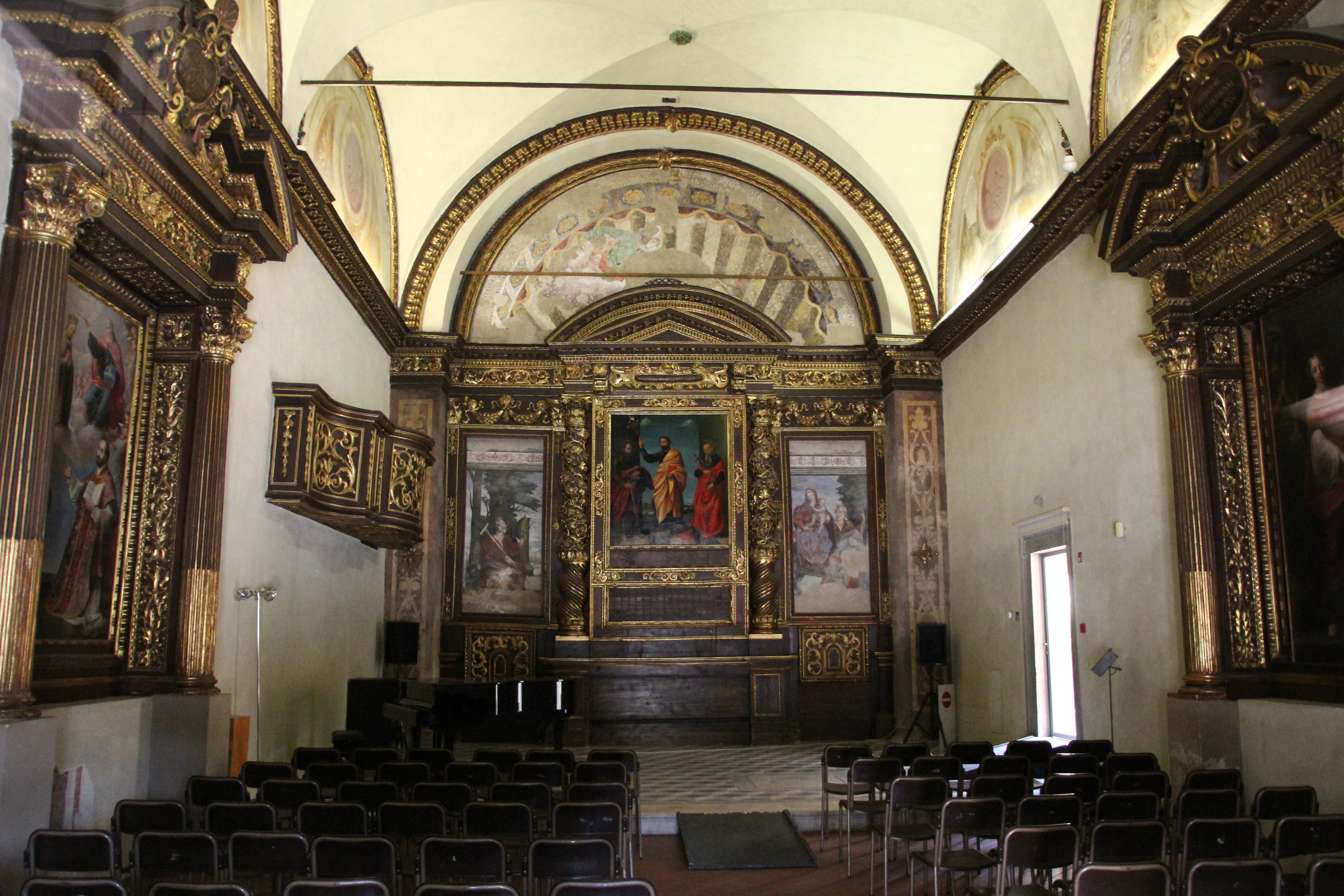
L'interno

La chiesa è l'unico resto del convento delle monache gesuate fondato nel 1518. L'esterno propone la tipica struttura a oratorio con le due finestre a grata ai lati della porta centrale, ornata da una terracotta invetriata della seconda metà del Cinquecento con la Madonna tra i santi Giuseppe e Girolamo. 
L'interno, a navata unica, con volta a crociera, fu sottoposto alla metà del [Seicento a un riassetto dell'arredo, che venne arricchito da apparati lignei intagliati e dorati: una cantoria addossata alla controfacciata e una più piccola sul fianco sinistro, due altari laterali e la decorazione della tribuna con l'imponente altare maggiore, che ha al centro la tavola tardocinquecentesca con i Santi Paolo, Giuseppe e Girolamo di Lorenzo Zacchia.